# Station Hadera West
Station Hadera West (Hebreeuws: תחנת הרכבת חדרה מערב Taḥanat HaRakevet Hadera Ma'arav) is een treinstation in de Israëlische stad Hadera. Het is een station op het traject Binyamina-Ashkelon en werd geopend in 1953.
Het station ligt aan de straat Derech HaRakevet ("Treinstraat").

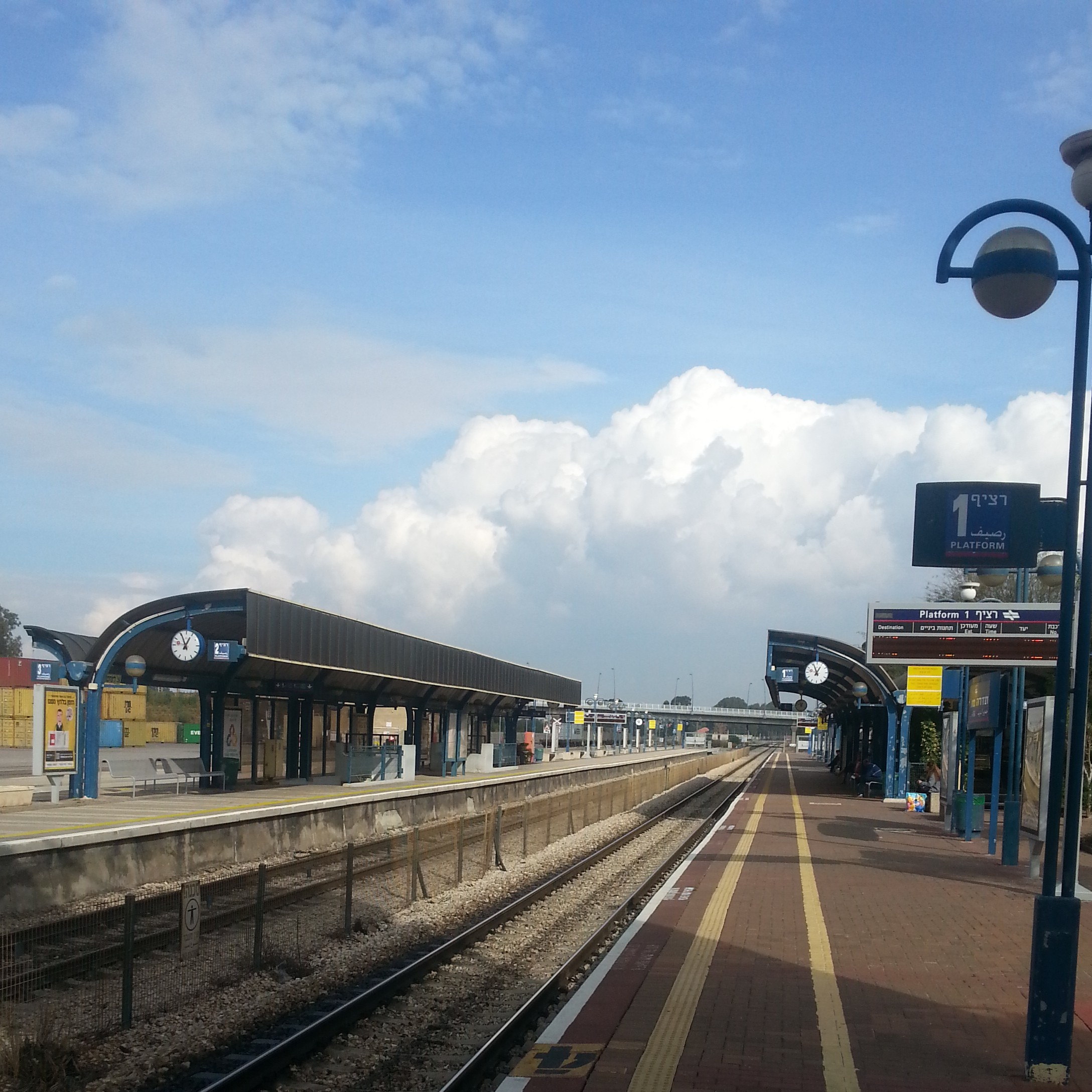
Station Hadera West

| Eindbestemming | Vorig station         | Lijn               | Volgend station | Eindbestemming |
| -------------- | --------------------- | ------------------ | --------------- | -------------- |
| Binyamina      | Caesarea-Pardes Hanna | Binyamina-Ashkelon | Netanya         | Ashkelon       |